# إيفون ستراهوفسكي
إيفون ستراهوفسكي (بالإنجليزية: Yvonne Strahovski) (من مواليد 30 يوليو 1982) ممثلة أسترالية، ولدت في سيدني لأبوين بولنديين المهجر، لهذا هي تستطيع التحدث باللغة البولندية والإنجليزية بطلاقة. بعد تخرجها من جامعة غرب أستراليا ظهرت في عدد من المسلسلات التلفزيونية قبل أن تفوز بدور سارة والكر في المسلسل الأمريكي تشاك.

## بداية حياتها
ولدت إيفون في ضاحية كاملبتاون في مدينة سيدني، نيوساوث ويلز، من والدين مهاجرين من مقاطعة وارسو في بولندا، هما بيتر وبوزينا ستراهوسكي. والدها يعمل كمهندس إلكتروني ووالدتها تقنية في معمل. بدأت تعلم التمثيل في سن 12، وتخرجت من جامعة ويسترن سيدني عام 2003.

## مهنتها

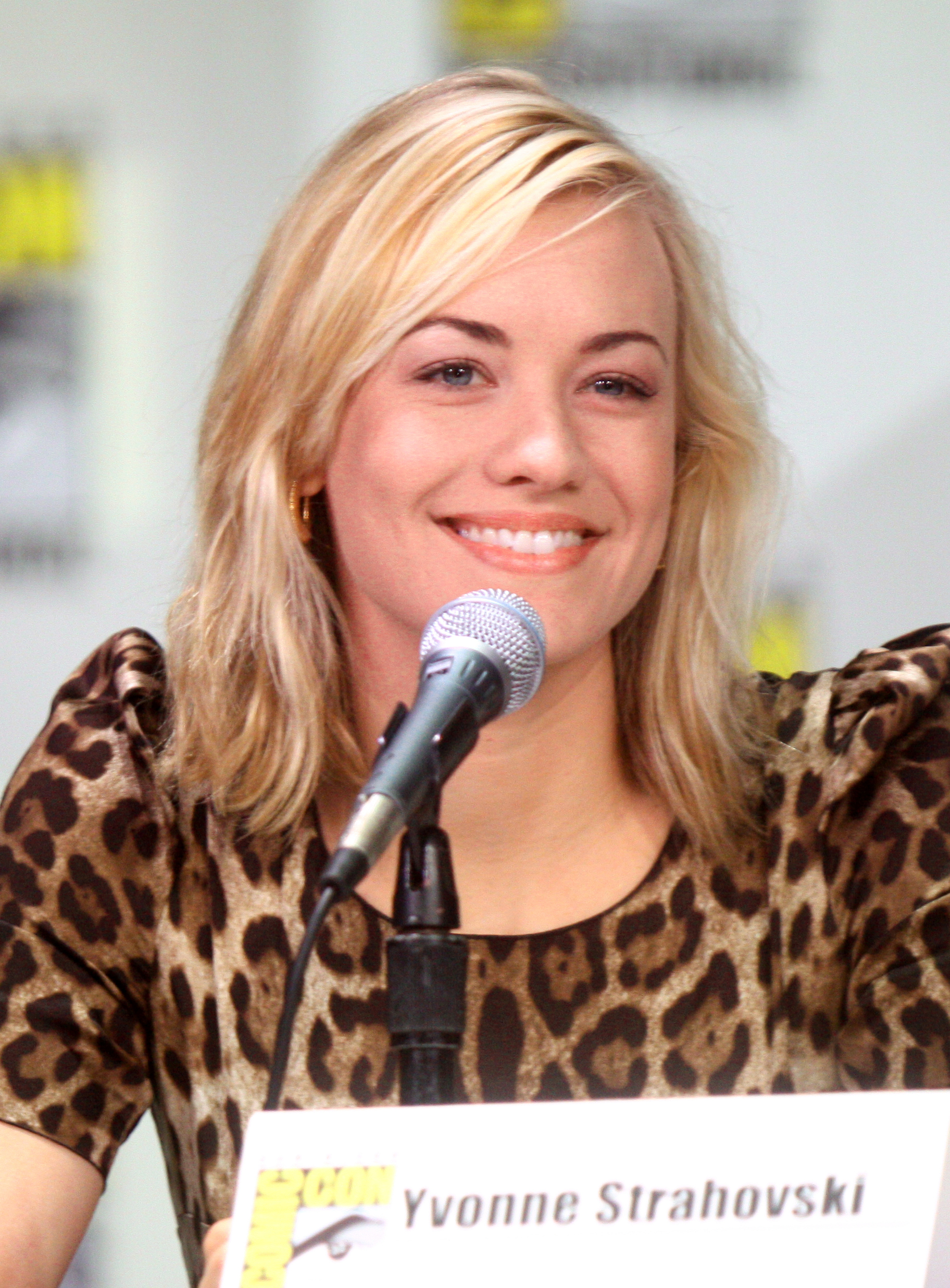
إيفون ستراهوفسكي في معرض كوميك كون 2011 في سان دييغو

إفون ولكونها ولدت في أستراليا فقد بدأت التمثيل هناك في مختلف البرامج والأفلام. بدايتها كانت مع البرنامج Double the Fist ثم في السلسلة الدرامية headland ومسلسل Sea Patrol .
في عام 2007 وبينما كانت في أمريكا لتجربة أداء لمسلسلات من بينها المرأة الحديدية Bionic Woman، قامت إيفون بإرسال شريط لها كتجربة أداء من أجل مسلسل تشاك، وبينما كانت تنتظر الرد من المسلسلات الأخرى تلقت مكالمة وتم طلب منها الحضور من أجل القيام بتبادل الحوار مع زاكري ليفي. حيث أعجب بها وبعد أسبوع تلقت خبر حصولها على دور سارة والكر في تشاك.
تتكلم إيفون البولندية بطلاقة لكنها لم تستخدمها في أعمالها إلا في جزء بسيط من بعض الحلقات في مسلسل تشاك. ومع أنها تتحدث اللهجة الأسترالية، إلا انها تستخدم اللهجة الأمريكية في المسلسل.
الممثلة أيضا قامت بتوظيف صوتها في عدة ألعاب منها Mass Effect الجزء الأول والثاني.

## دورها في مسلسل تشاك
سارة والكر عميلة لدي الـوكالة المخابرات المركزية اسمها الحقيقي ذكر مرة واحدة في المسلسل هو سام ليزا، والدتها متوفاة عاشت حياتها مع والدها المحتال الذي كانت تساعده في الاحتيال على الناس وسرقة أموالهم، لكن بعد عدة سنوات تم القبض على والدها ولما كانت تلوذ بالفرار قام أحد المدراء ال سي آي إيه بأخذها معه وجعلها عميلة سرية في المنظمة وقد قامت بعدة مهمات والكثير من القتل حتى جاءت مهمة تشاك بارتوسكي، حيث طلبت منها المنظمة قتله لكن مع ظهور قيمة تشاك والمعلومات التي يحتويها دماغه تم تكوين فريق بارتوسكي المكون من سارة والرائد كايسي وتشاك وقد قام هذا الفريق بالكثير من المهمات معا، وبالطبع في البداية كان هناك إعجاب كبير من تشاك لسارة حتى بدأت بينهما علاقة شهدت الكثير من العراقيل والمشاكل لكن في آخر حلقة قام تشاك بخطبة سارة رسميا.

## قائمة الأعمال

### أفلام
| السنة | عنوان بالعربية   | عنوان أصلي                            | الدور         | ملاحظات              |
| ----- | ---------------- | ------------------------------------- | ------------- | -------------------- |
| 2007  |                  | Gone                                  | Sondra        |                      |
| 2008  |                  | The Plex                              | سارة          |                      |
| 2009  |                  | Persons of Interest                   | لارا          | فيلم قصير            |
| 2009  |                  | The Canyon                            | لوري          |                      |
| 2010  |                  | I Love You Too                        | أليس          |                      |
| 2010  |                  | Matching Jack                         | فيرونيكا      |                      |
| 2010  |                  | Lego: The Adventures of Clutch Powers | Peg Mooring   | صوت                  |
| 2011  | نخبة قتلة        | Killer Elite                          | Anne Frazier  |                      |
| 2012  |                  | The Outback                           | ميراندا       | صوت                  |
| 2012  |                  | The Guilt Trip                        | جيسيكا        |                      |
| 2014  | أنا (فرانكشتاين) | I, Frankenstein                       | تيرا          |                      |
| 2015  |                  | Edge                                  | بيث           |                      |
| 2016  | باتمان: باد بلود | Batman: Bad Blood                     | كيت كين       | صوت                  |
| 2016  |                  | Manhattan Night                       | كارولين كرولي |                      |
| 2016  |                  | All I See Is You                      | كارين         |                      |
| 2017  |                  | He's Out There                        | لورا          | مرحلة ما بعد الإنتاج |
| 2018  | المفترس (فيلم)   | The Predator                          |               | مرحلة ما بعد الإنتاج |

### مسلسلات تلفزيونية
| السنة       | العنوان                | الدور               | ملاحظات    |
| ----------- | ---------------------- | ------------------- | ---------- |
| 2007-2012   | تشاك                   | العميلة سارة والكر  | 91 حلقة    |
| 2012-2013   | ديكستر                 | هانا مَكّي            | 17 حلقة    |
| 2014        | لوي                    | بلايك               | حلقة واحدة |
| 2017-الحاضر | حكاية أمة              | سيرينا جوي واترفورد | 10 حلقات   |
| 2020        | عديم الجنسية Stateless | صوفي                | 6 حلقات    |

## وصلات خارجية
- إيفون ستراهوفسكي على موقع IMDb (الإنجليزية)
- إيفون ستراهوفسكي على موقع روتن توميتوز (الإنجليزية)
- إيفون ستراهوفسكي على موقع ألو سيني (الفرنسية)
- إيفون ستراهوفسكي على موقع ميوزك برينز (الإنجليزية)
- إيفون ستراهوفسكي على موقع تيرنر كلاسيك موفيز (الإنجليزية)
- إيفون ستراهوفسكي على موقع أول موفي (الإنجليزية)
- إيفون ستراهوفسكي على موقع قاعدة بيانات برودواي على الإنترنت (الإنجليزية)
- إيفون ستراهوفسكي على موقع قاعدة بيانات الأفلام السويدية (السويدية)
- إيفون ستراهوفسكي على موقع إن إن دي بي (الإنجليزية)
- إيفون ستراهوفسكي على موقع قاعدة بيانات الفيلم (الإنجليزية)